# Hermes DVS in het seizoen 1954/55

Het seizoen 1954/1955 was het eerste jaar in het bestaan van de Schiedamse betaaldvoetbalclub Hermes DVS. De club kwam uit in de Eerste klasse C en eindigde daarin op de 14e plaats, dit betekende dat de club in het nieuwe seizoen uitkwam op het één-na-hoogste voetbalniveau.

## Wedstrijdstatistieken

### Eerste klasse C(afgebroken)
|       | BVV   | EBOH  | Excelsior | Kerkrade | Limburgia | NAC   | PSV   | RBC   | Sittardia | VVV | Willem II | Xerxes |
| ----- | ----- | ----- | --------- | -------- | --------- | ----- | ----- | ----- | --------- | --- | --------- | ------ |
| Thuis | –     | 4 – 3 | 1 – 0     | –        | –         | –     | –     | 2 – 1 | –         | –   | –         | 0 – 3  |
| Uit   | 2 – 1 | –     | –         | 1 – 0    | 1 – 1     | 3 – 0 | 4 – 3 | –     | –         | –   | –         | –      |

### Eerste klasse C
|       | Alkmaar '54 | Blauw-Wit | EBOH  | Enschedese Boys | Feijenoord | GVAV  | Haarlem | Limburgia | N.E.C. | NOAD  | PSV   | Rapid JC | Vitesse |
| ----- | ----------- | --------- | ----- | --------------- | ---------- | ----- | ------- | --------- | ------ | ----- | ----- | -------- | ------- |
| Thuis | 0 – 2       | 1 – 2     | 2 – 0 | 1 – 2           | 1 – 4      | 0 – 0 | 1 – 2   | 1 – 3     | 1 – 1  | 0 – 0 | 0 – 0 | 0 – 3    | 0 – 1   |
| Uit   | 2 – 1       | 1 – 2     | 1 – 0 | 3 – 3           | 5 – 3      | 6 – 1 | 2 – 1   | 3 – 3     | 1 – 1  | 3 – 1 | 2 – 1 | 4 – 1    | 2 – 2   |

## Statistieken Hermes DVS 1954/1955

### Eindstand Hermes DVS in de Nederlandse Eerste klasse C 1954 / 1955
| Stand | Gespeeld | Gewonnen | Gelijk | Verloren | Punten | Doelpunten voor | Doelpunten tegen |
| ----- | -------- | -------- | ------ | -------- | ------ | --------------- | ---------------- |
| 14e   | 26       | 2        | 8      | 16       | 12     | 28              | 55               |

### Eindstand Hermes DVS in de Nederlandse Eerste klasse C 1954 / 1955 (afgebroken)
| Stand | Gespeeld | Gewonnen | Gelijk | Verloren | Punten | Doelpunten voor | Doelpunten tegen |
| ----- | -------- | -------- | ------ | -------- | ------ | --------------- | ---------------- |
| 10e   | 9        | 3        | 1      | 5        | 7      | 12              | 18               |

### Topscorers
| #                | Naam                            | Goal |
| ---------------- | ------------------------------- | ---- |
| 1.               | Frans Mijnsbergen               | 8    |
| 2.               | Leo Janse                       | 4    |
| 3.               | Cock van der Tuijn              | 3    |
| 4.               | Joop Heijster                   | 2    |
| 4.               | Willem van der Sloot            | 2    |
| 4.               | Joop van der Zee                | 2    |
| 7.               | Jan Gudde                       | 1    |
| 7.               | Arie van Oers                   | 1    |
| 7.               | Schell                          | 1    |
| 7.               | Drikus Simons                   | 1    |
| Eigen doelpunten |                                 |      |
| –                | Piet Beekman (Vitesse)          | 1    |
| –                | Edy Groothuis (Enschedese Boys) | 1    |
| –                | Henk Roos (N.E.C.)              | 1    |
| Totaal           | Totaal                          | 28   |

| #      | Naam               | Goal |
| ------ | ------------------ | ---- |
| 1.     | Wim van Lent       | 4    |
| 2.     | Leo Janse          | 3    |
| 2.     | Cock van der Tuijn | 3    |
| 4.     | Wim Bos            | 1    |
| 4.     | Joop van der Zee   | 1    |
| Totaal | Totaal             | 12   |